# Valpovo
Valpovo (Hongaars: Valpó; Duits: Walpach) is een stad in de Kroatische provincie Osijek-Baranja.
Valpovo telt 11.570 inwoners. De oppervlakte bedraagt 143 km², de bevolkingsdichtheid is 86,2 inwoners per km².

## Plaatsen in de gemeente
Harkanovci, Ivanovci, Ladimirevci, Marjančaci, Nard, Šag, Valpovo en Zelčin.

## Geboren
- Ervin Cseh (1838-1918), Hongaars minister

Steden (gradovi): Osijek · Beli Manastir · Belišće · Donji Miholjac · Đakovo · Našice · Valpovo

Gemeenten (općine): Antunovac · Bilje · Bizovac · Čeminac · Čepin · Darda · Donja Motičina · Draž · Drenje · Đurđenovac · Erdut · Ernestinovo · Feričanci · Gorjani · Jagodnjak · Kneževi Vinogradi · Koška · Levanjska Varoš · Magadenovac · Marijanci · Petlovac · Petrijevci · Podgorač · Podravska Moslavina · Popovac · Punitovci · Satnica Đakovačka · Semeljci · Strizivojna · Šodolovci · Trnava · Viljevo · Viškovci · Vladislavci · Vuka